# Marcus Wyatt
Marcus Wyatt (ur. 14 grudnia 1991 r. w Honiton) – brytyjski skeletonista.

## Życie prywatne
Urodził się 14 grudnia 1991 r. w Honiton w Wielkiej Brytanii. Przed rozpoczęciem kariery skeletonisty grał w piłkę nożną w lokalnym klubie Seaton Town FC. Absolwent psychologii na Swansea University. W czasach studenckich reprezentował swoją uczelnię w futbolu amerykańskim. Treningi skeletonu rozpoczął zainspirowany sukcesami brytyjskich skeletonistek: Amy Williams i Lizzy Yarnold podczas zimowych igrzysk olimpijskich w 2010 oraz 2014 roku.

## Kariera
Starty na arenie międzynarodowej rozpoczął w marcu 2016 roku, podczas zawodów z cyklu Pucharu Ameryki Północnej w amerykańskim Lake Placid. W debiutanckim konkursie zajął 5. miejsce. W listopadzie 2016 roku po raz pierwszy pojawił się na zawodach Pucharu Europy w łotewskiej Siguldzie, zajmując 9. miejsce. Dwa miesiące później, w styczniu 2017 roku rozpoczął starty w zawodach Pucharu Interkontynentalnego.
Debiut w Pucharze Świata przypadł na grudzień 2017 roku. Podczas konkursu w austriackim Igls zajął 10. lokatę. Zawody te były jednocześnie mistrzostwami Europy 2018, w których ostatecznie został sklasyfikowany na 7. pozycji. Na tej samej imprezie, rozgrywanej rok później był 5. W Pucharze Świata, w sezonie 2018/2019 zajął 6. lokatę w klasyfikacji generalnej. W marcu 2019 roku zadebiutował podczas mistrzostw świata w Whistler. W zawodach drużynowych zajął 5. pozycję, z kolei w rywalizacji indywidualnej był 12. W listopadzie 2020 roku po raz pierwszy stanął na podium zawodów pucharowych, plasując się na 3. miejscu w konkursie rozgrywanym w Siguldzie.

## Osiągnięcia

### Mistrzostwa świata
| Rok  | Miejsce   | Lokata |
| ---- | --------- | ------ |
| 2019 | Whistler  | 12.    |
| 2020 | Altenberg | 10.    |
| 2021 | Altenberg | 12.    |

### Mistrzostwa Europy
| Rok  | Miejsce    | Lokata |
| ---- | ---------- | ------ |
| 2018 | Igls       | 7.     |
| 2019 | Igls       | 5.     |
| 2020 | Sigulda    | 7.     |
| 2021 | Winterberg | 13.    |

### Puchar Świata
| Sezon     | Lokata |
| --------- | ------ |
| 2017/2018 | 22.    |
| 2018/2019 | 6.     |
| 2019/2020 | 8.     |
| 2020/2021 | 8.     |